# Blaine Willenborg
Blaine Willenborg est un joueur de tennis américain, né le 4 janvier 1960 à Miami.

## Palmarès

### Titres en double messieurs
| No | Date       | Nom et lieu du tournoi                        | Catégorie | Dotation  | Surface      | Partenaire       | Finalistes                       | Score         |          |
| -- | ---------- | --------------------------------------------- | --------- | --------- | ------------ | ---------------- | -------------------------------- | ------------- | -------- |
| 1  | 19-09-1983 | Martini Open Genève                           |           | 75 000 $  | Terre (ext.) | Stanislav Birner | Joakim Nyström Mats Wilander     | 6-1, 2-6, 6-3 | Parcours |
| 2  | 10-09-1984 | Tournoi de tennis de Sicile Palerme           |           | 100 000 $ | Terre (ext.) | Tomáš Šmíd       | Adriano Panatta Henrik Sundström | 6-7, 6-3, 6-0 |          |
| 3  | 17-09-1984 | Grand Prix Passing Shot Bordeaux              |           | 75 000 $  | Terre (ext.) | Pavel Složil     | Loïc Courteau Guy Forget         | 6-1, 6-4      |          |
| 4  | 16-06-1986 | Athens International Athènes                  |           | 100 000 $ | Terre (ext.) | Libor Pimek      | Carlos Di Laura Claudio Panatta  | 5-7, 6-4, 6-2 |          |
| 5  | 04-05-1987 | BMW Open Munich                               |           | 150 000 $ | Terre (ext.) | Jim Pugh         | Sergio Casal Emilio Sánchez      | 7-6, 4-6, 6-4 |          |
| 6  | 13-07-1987 | US Men's Clay Court Championship Indianapolis |           | 300 000 $ | Terre (ext.) | Laurie Warder    | Joakim Nyström Mats Wilander     | 6-0, 6-3      | Parcours |
| 7  | 22-05-1989 | Tournoi de tennis de Florence Florence        |           | 93 400 $  | Terre (ext.) | Mike De Palmer   | Pietro Pennisi Simone Restelli   | 4-6, 6-4, 6-4 |          |

### Finales en double messieurs
| No | Date       | Nom et lieu du tournoi                         | Catégorie | Dotation  | Surface         | Vainqueurs                    | Partenaire        | Score         |  |
| -- | ---------- | ---------------------------------------------- | --------- | --------- | --------------- | ----------------------------- | ----------------- | ------------- |  |
| 1  | 26-07-1982 | Tournoi de tennis de South Orange South Orange |           | NC $      | NC              | Raúl Ramírez Van Winitsky     | Jai Dilouie       | 3-6, 6-4, 6-1 |  |
| 2  | 02-08-1982 | US Men's Clay Court Championship Indianapolis  |           | 200 000 $ | Terre (ext.)    | Sherwood Stewart Ferdi Taygan | Robbie Venter     | 6-4, 7-5      |  |
| 3  | 23-07-1984 | Sovran Bank Classic Washington                 |           | 200 000 $ | Terre (ext.)    | Pavel Složil Ferdi Taygan     | Drew Gitlin       | 7-6, 6-1      |  |
| 4  | 30-07-1984 | Volvo International North Conway               |           | 200 000 $ | Terre (ext.)    | Brian Gottfried Tomáš Šmíd    | Cássio Motta      | 6-4, 6-2      |  |
| 5  | 16-09-1985 | Grand Prix Passing Shot Bordeaux               |           | 80 000 $  | Terre (ext.)    | David Felgate Steve Shaw      | Libor Pimek       | 6-4, 5-7, 6-4 |  |
| 6  | 09-06-1986 | Tournoi de tennis de Bologne Bologne           |           | 85 000 $  | Terre (ext.)    | Paolo Canè Simone Colombo     | Claudio Panatta   | 6-1, 6-2      |  |
| 7  | 08-06-1987 | Tournoi de tennis de Bologne Bologne           |           | 89 400 $  | Terre (ext.)    | Sergio Casal Emilio Sánchez   | Claudio Panatta   | 6-3, 6-2      |  |
| 8  | 27-07-1987 | Sovran Bank Classic Washington                 |           | 232 000 $ | Dur (ext.)      | Gary Donnelly Peter Fleming   | Laurie Warder     | 6-2, 7-6      |  |
| 9  | 08-02-1988 | Grand Prix de tennis de Lyon Lyon              |           | 240 000 $ | Moquette (int.) | Brad Drewett Broderick Dyke   | Michael Mortensen | 3-6, 6-3, 6-4 |  |